# 羅馬主義

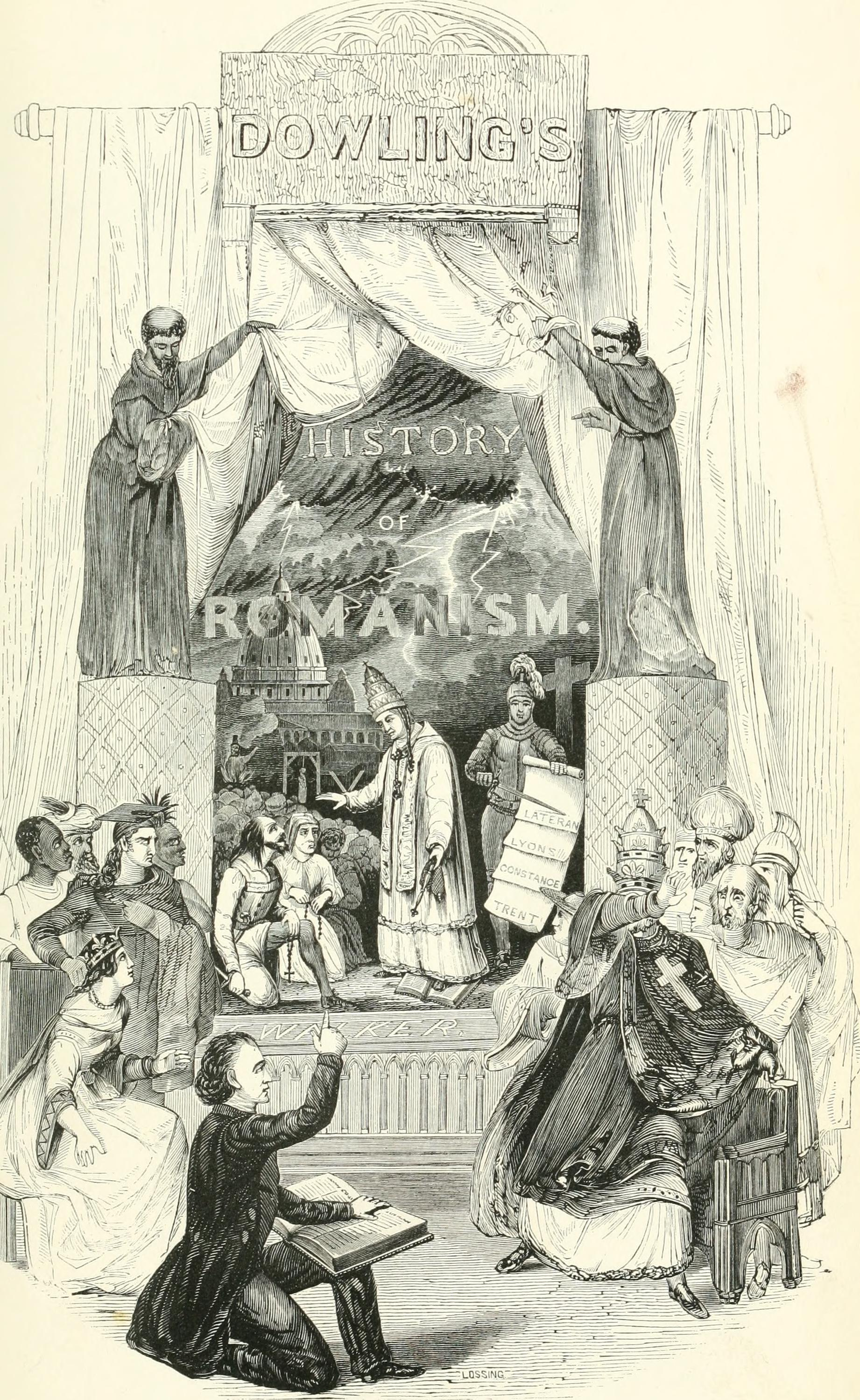
描繪了約翰·道林（John Dowling）司牧編寫《羅馬主義的歷史》（The History of Romanism）一書時的情景的油畫。

羅馬主義（英文: Romanism）一詞是對於天主教的貶稱，用以指稱存在於一些謠言中的一種關於 把國家轉變為天主教會的附庸一事 的意識型態。該術語在反天主教熱潮盛行於美國的時期受到普遍使用。

## 簡述
該術語於十九世紀末和二十世紀初的在共和黨人對民主黨的謾罵中經常被使用，是「朗姆酒、羅馬主義和叛亂」口號的一部分（指的是擁護民主黨的選民，通常是南部地區居民、反對禁酒令的人士、天主敎徒和無產階級移民）。該術語及相關口號在1884年的總統競選和1928年的總統競選中特別引人注目，當時的民主黨候選人是直言反對禁酒令的、信奉天主教的紐約州州長阿爾·史密斯 (Al Smith)。
十九世紀中, 極度仇視愛爾蘭天主敎徒的本土美利堅黨（Native American Party）在其興盛時期經常使用該術語，本土美利堅黨宣稱羅馬敎會打算控制美國並剝奪美國國民所享有的宗教自由，該黨在廢奴運動展開後逐漸衰亡。
二十世紀中, 英國民主統一黨成立者伊恩·佩斯利也曾在其抨擊天主教的演講中使用該術語。
今時今日, 該術語的使用頻率已經降低了很多。